# Borbat
Borbat (vagy Borbát) Zágonbárkány romániai település része.
Egyéb elnevezései a Szalamás, Szalamáspataka vagy Szalomás. 
A Borbat/Borbát név egy székely tájszóból ered, jelentése serény, szorgalmas ember (Erdélyben létezik ugyanilyen nevű hegy is).
A kis völgyület a Kondra kereszt irányából nyílik a Hidegségre. Délen a Kovás, északon a Szalamás magas dombhátak határolják. Északon az Orogyik magas dombhát emelkedik, melynek oldalából a Cokán-pataka ered. A Szalomás-patak völgyében szintén szénfeltárás figyelhető meg, melyet a mált század végén 6 táróban 141 m hosszúságban termeltek ki.
A trianoni békeszerződésig területe Háromszék vármegye Orbai járásához tartozott.